# 伊賈斯拉夫
伊賈斯拉夫（烏克蘭語：Ізяслав，羅馬化：Iziaslav，發音：[iˈzʲɑslɐu̯] ⓘ）是乌克兰赫梅利尼茨基州舍佩蒂夫卡區伊贾斯拉夫市镇内的城市及该市镇的行政中心，2020年7月18日前为伊賈斯拉夫區的行政中心。該市位於戈倫河畔，距離州府赫梅利尼茨基103公里，面積23.91平方公里，海拔高度226米，2022年人口数量为15,996人。

## 图集

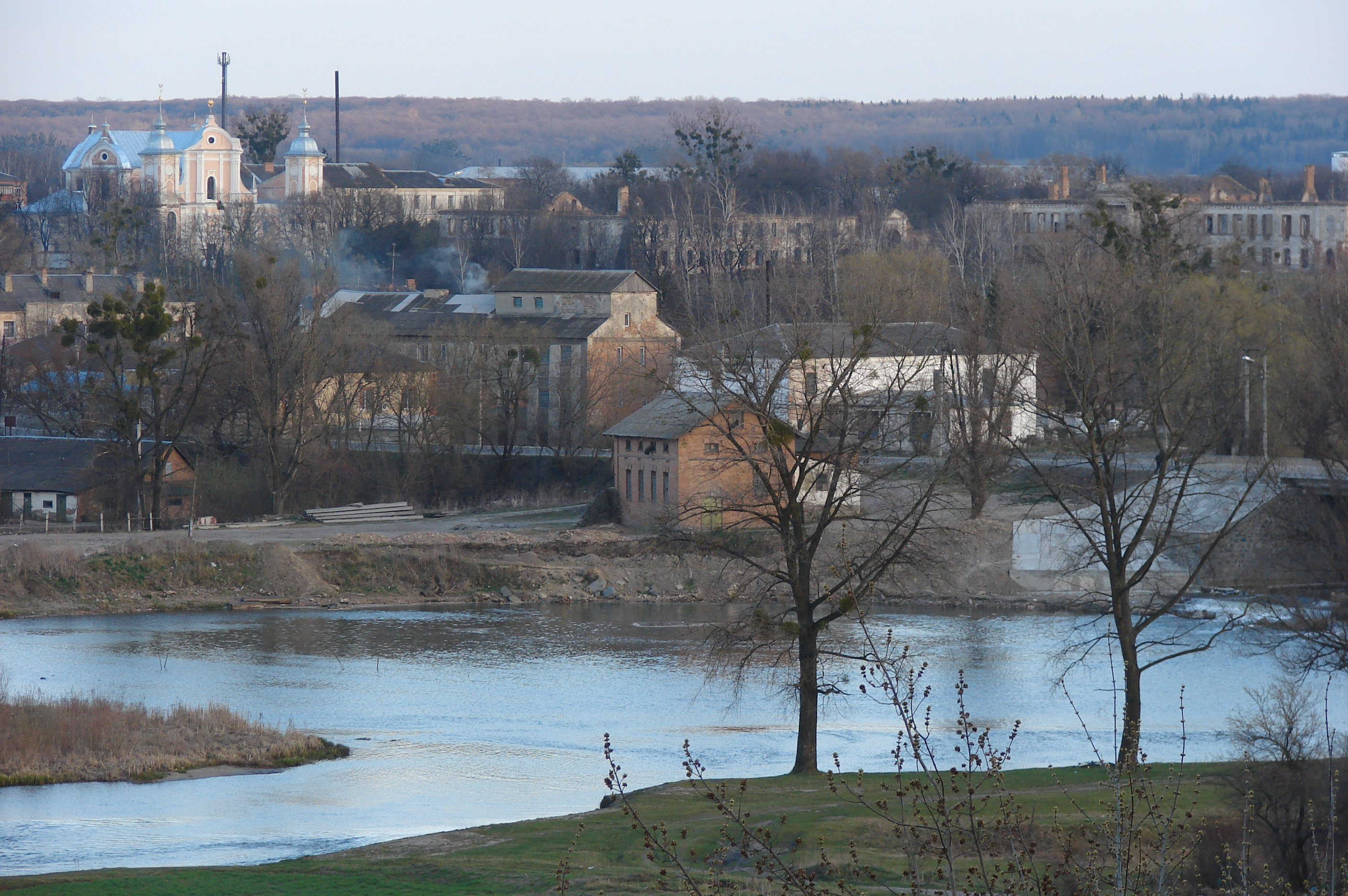
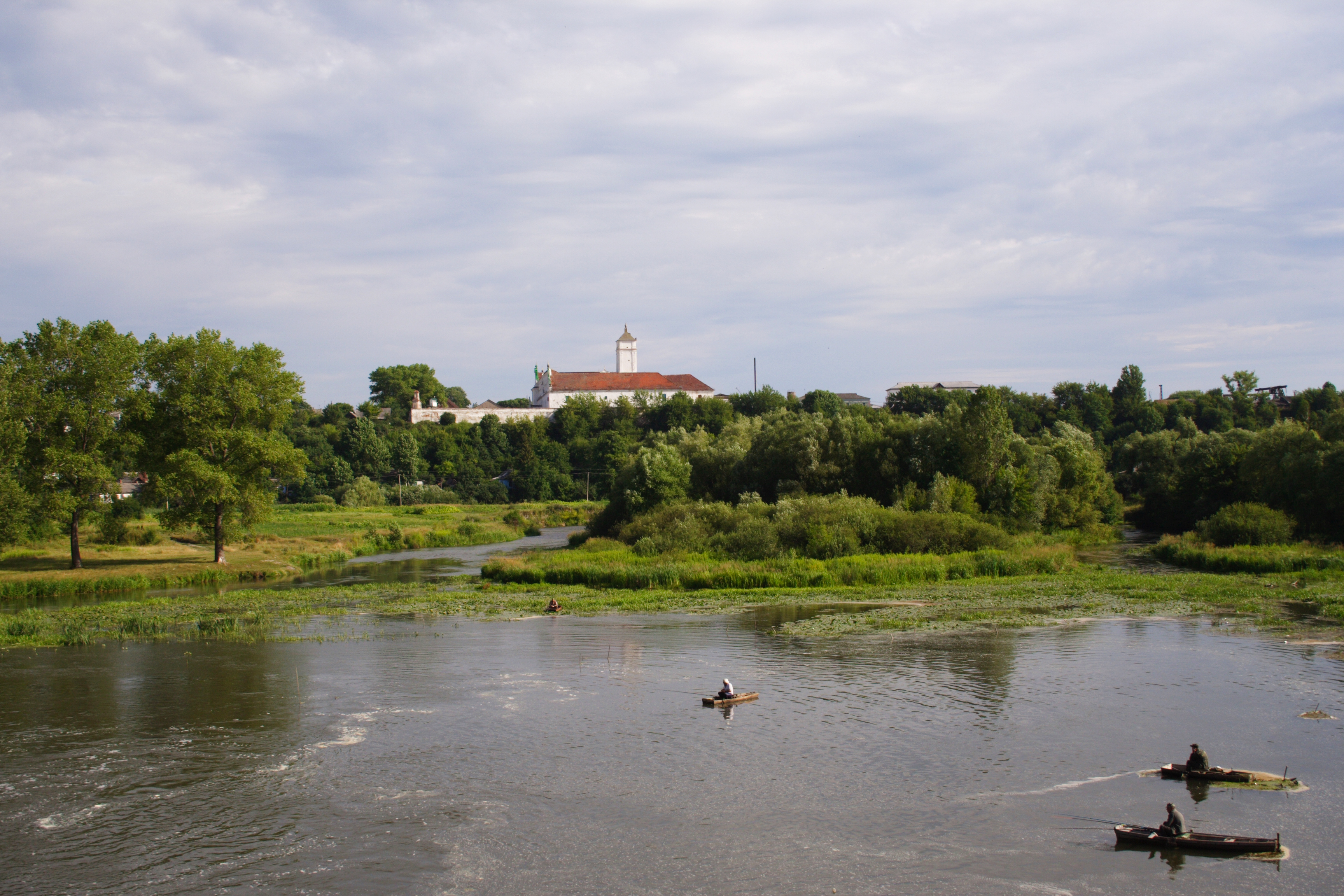
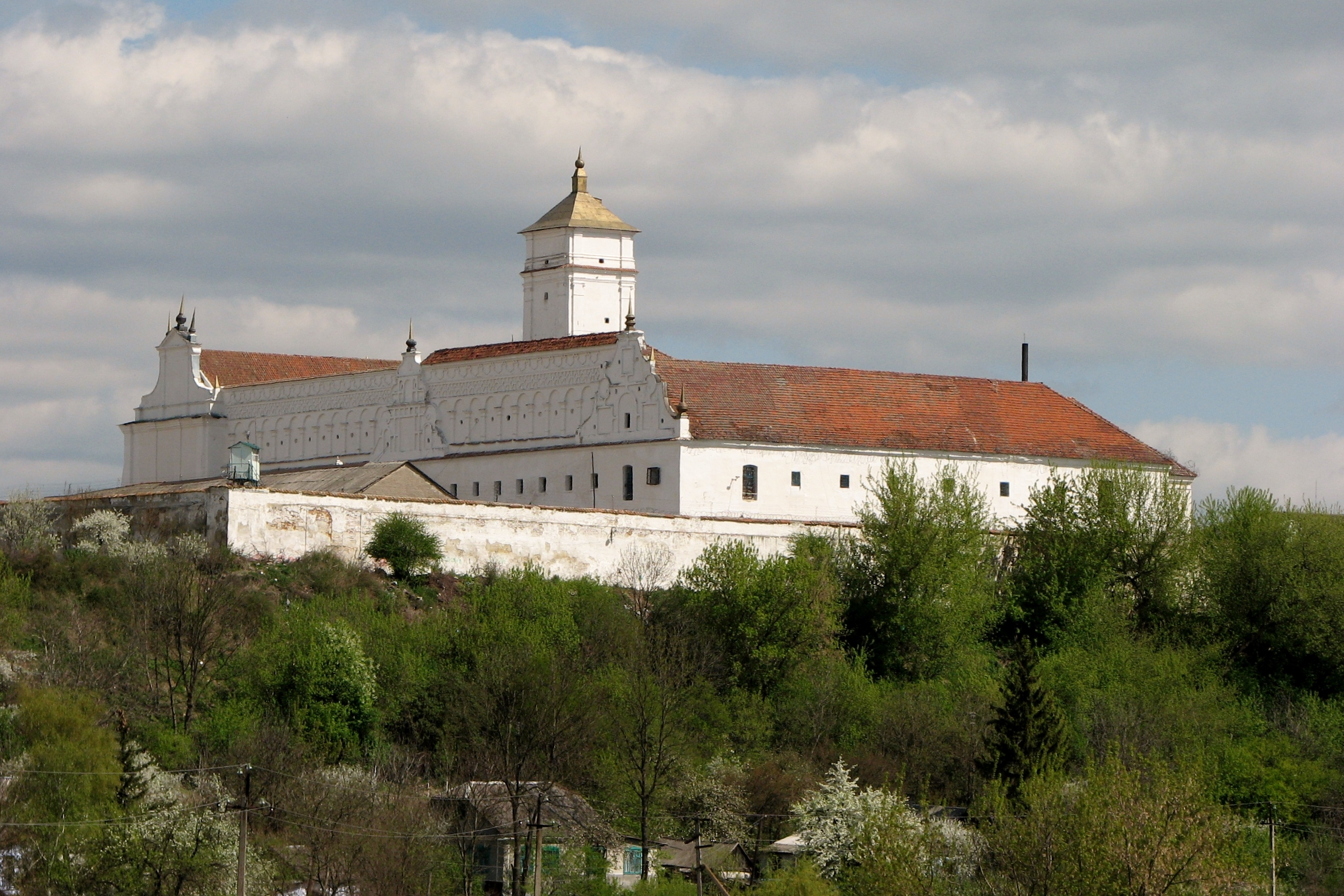
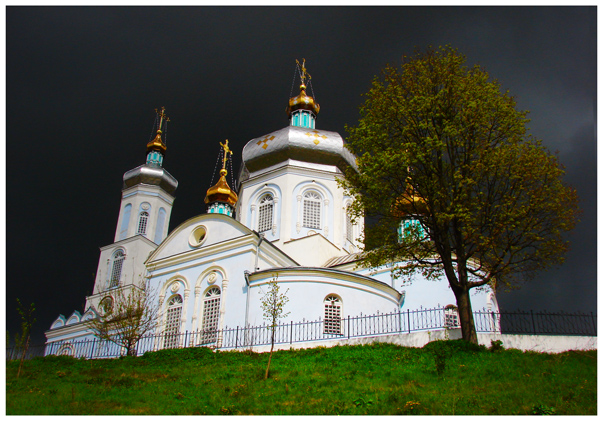
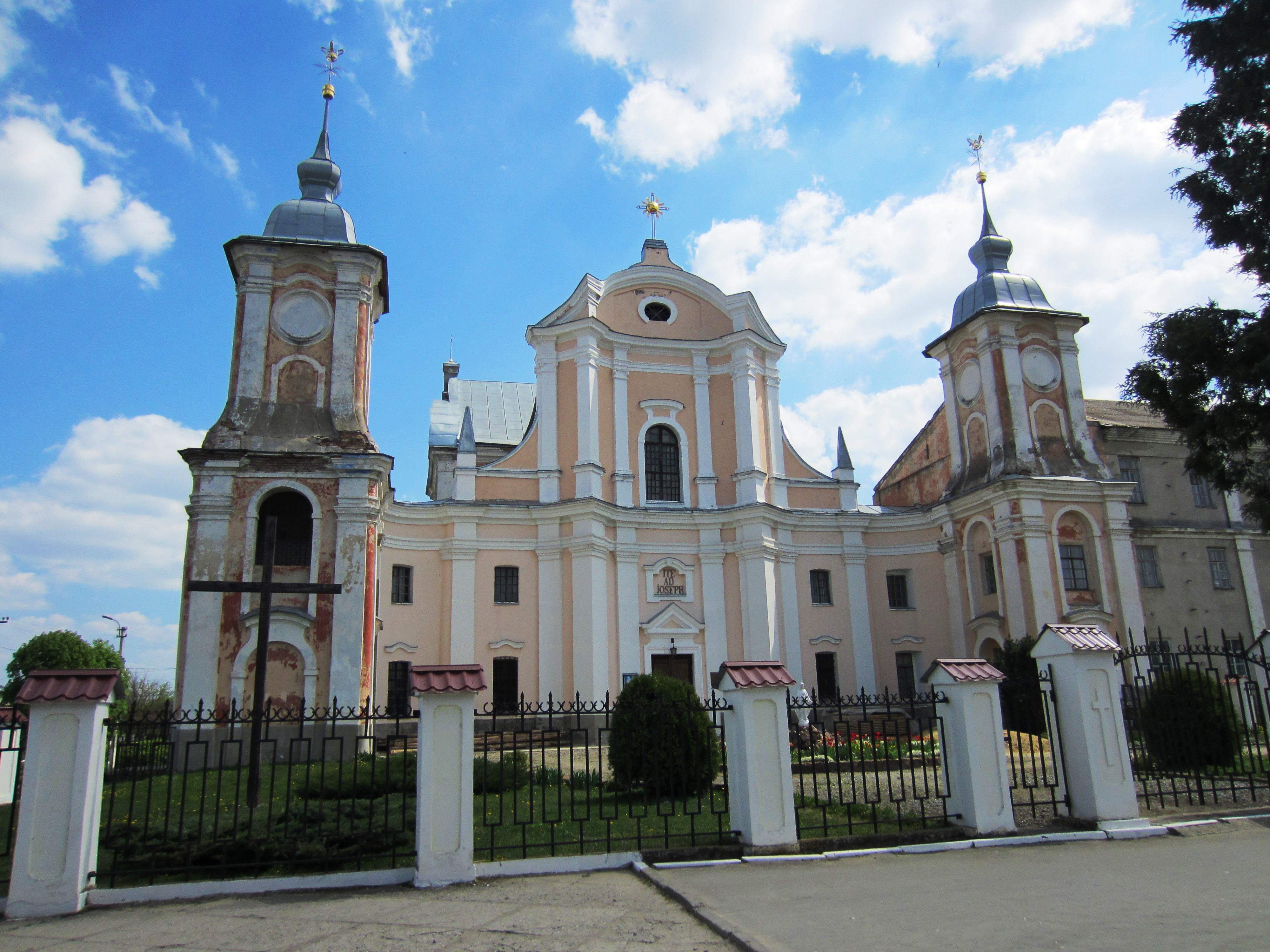
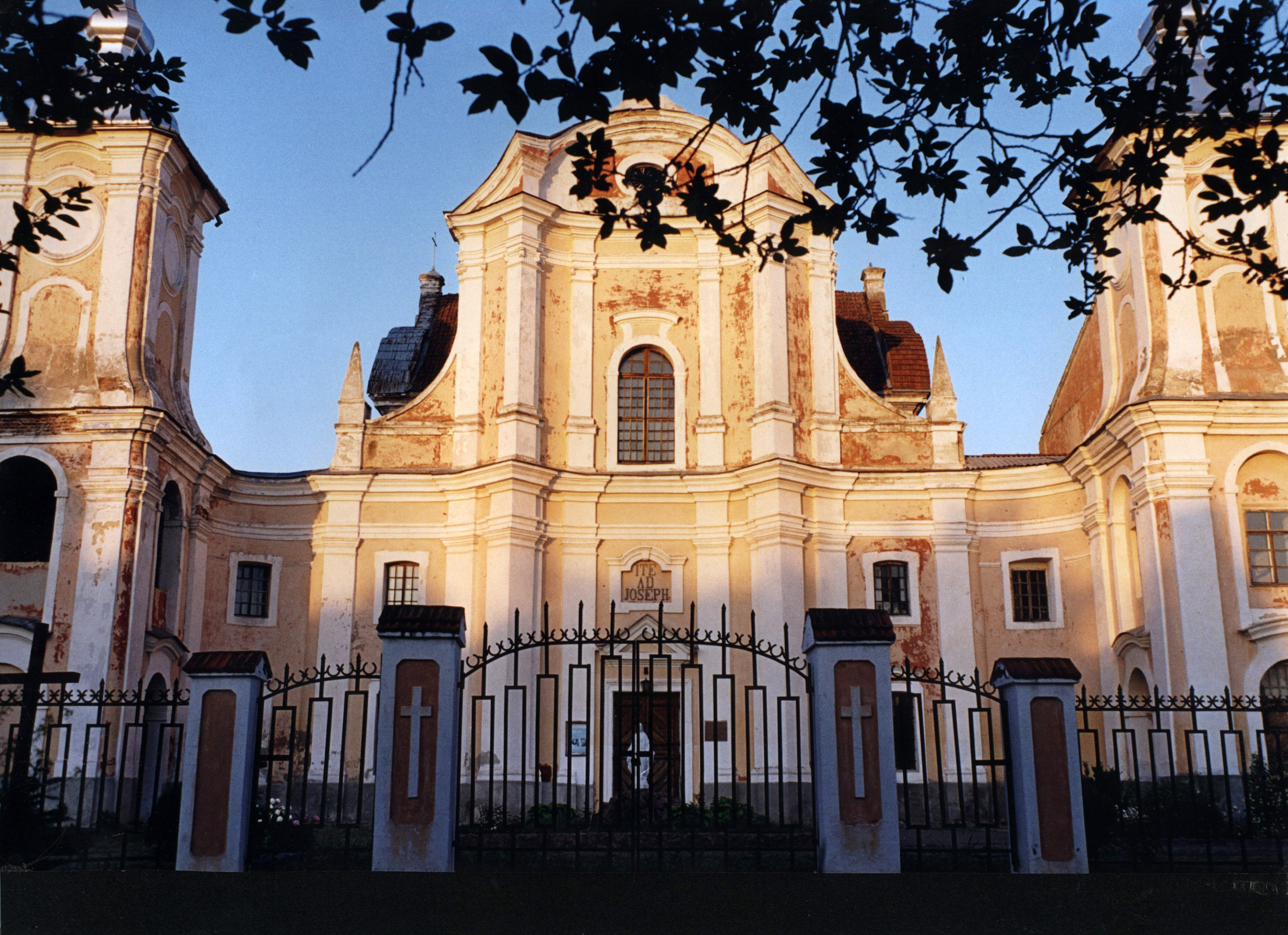
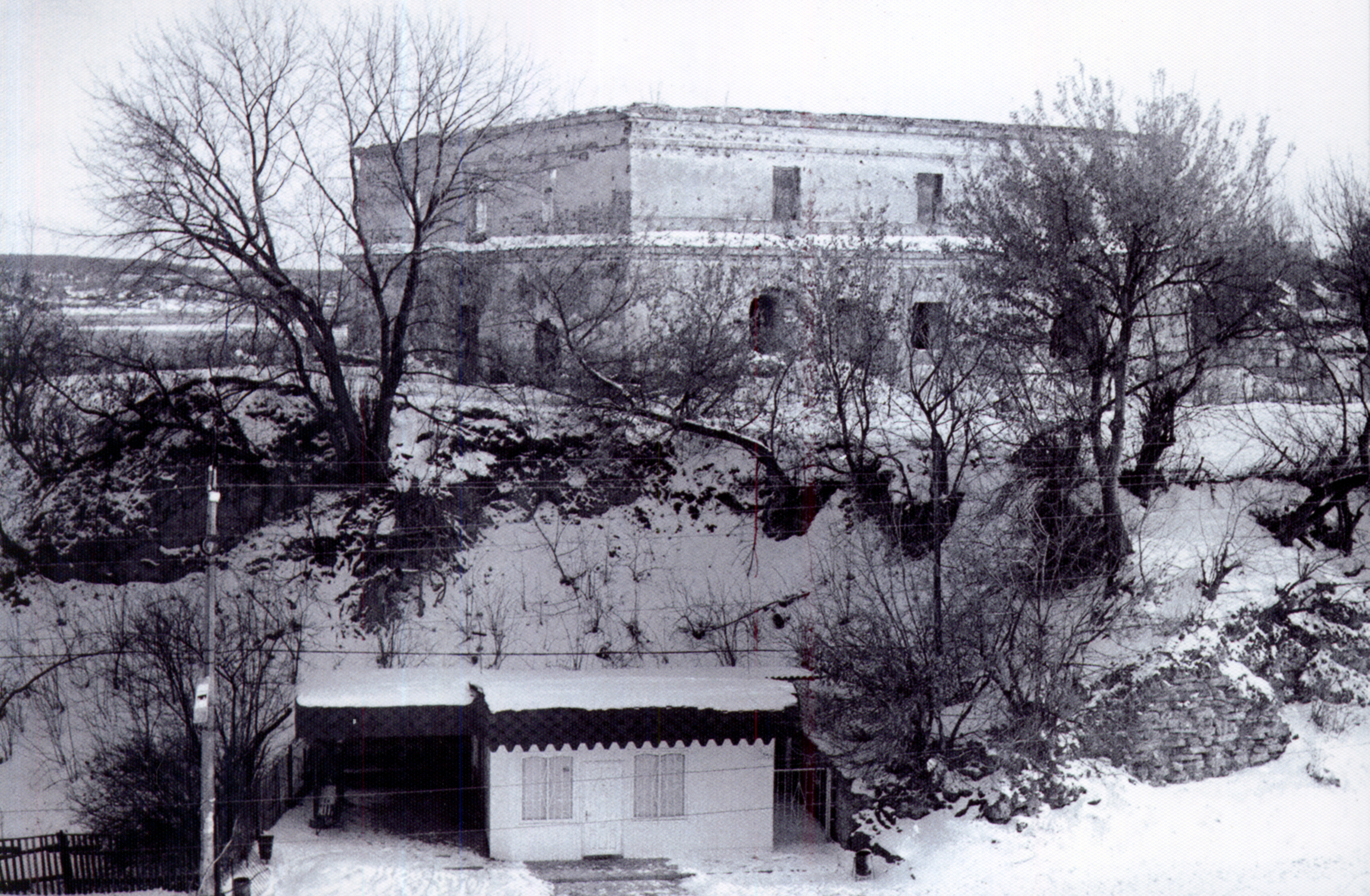

## 友好城市
- 波蘭 馬佐夫舍地區奧斯特魯夫
- 波蘭 馬佐夫舍地區奧斯特魯夫縣
- 義大利 上布伦巴泰
- 保加利亚 洛維奇